# ارفيل اشرادين
ارفيل اشرادين هو سياسي لاتفي من مواليد 30 ديسمبر 1962، شغل منصب وزير الاقتصاد ونائب رئيس الوزراء في حكومة كوتشينسكي.